# Вулиця Вайсера (Хмельницький)
Ву́лиця Ва́йсера розташована у центральній частині міста Хмельницький. Частково сформувалася ще у XVIII столітті. У нинішньому вигляді прокладена згідно з планом забудови міста від 1824 року й мала першу назву «Велика Бузька», яка пов'язана з тим, що вулиця пролягає паралельно руслу Південного Бугу та обмежувала з півдня прибузькі єврейські квартали старого Проскурова.
У другій половині XIX століття вулиця отримала найменування Реміснича — така назва підкреслювала рід занять більшості її мешканців.
В 1936–1991 роках мала ім'я діяча німецького та міжнародного комуністичного руху Ернста Тельмана. У 1991 році вулиця перейменована на честь земляка-учасника Другої світової війни Володимира Вайсера.
Центральний продовольчий ринок — саме він на сьогодні визначає обличчя вулиці. Наприкінці 1920-х років традиції організації ярмарків та торгів у Проскурові були повністю втрачені. Ярмаркові майдани поступово забудували, а торгівля перейшла на декілька базарчиків. Один із них розташовувався поблизу вокзалу, ще один — на вулиці Набережній (нині Примакова), ближче до костелу. Найбільший базар з'явився на вулиці Тельмана (нині Вайсера). Ще до Другої світової війни його значно розширили, а в 1954-1956 роках повністю перебудували: спорудили центральний вхід, чисельні промтоварні та продуктові крамниці, кіоски, торгівельні ряди. З того часу базар на вулиці Тельмана стає центральним ринком міста. В 1960-х роках перед головним входом спорудили великий критий павільйон. У середині 1980-х років ринок перебудували, розширивши його удвічі, та спорудили три павільйони у вигляді величезних шатрів із торговою площею понад 6 тис. кв. м.